# Jeannot Mwenze Kongolo
Jeannot Mwenze Kongolo, né en 1961 et mort le 28 juin 2021 à Kinshasa,, est un homme politique congolais. 
Il a été ministre des Affaires intérieures dans le gouvernement Laurent-Désiré Kabila.